# Municipio de Jackson (condado de Greene, Iowa)
El municipio de Jackson (en inglés: Jackson Township) es un municipio ubicado en el condado de Greene en el estado estadounidense de Iowa. En el año 2010 tenía una población de 199 habitantes y una densidad poblacional de 2,25 personas por km².

## Geografía
El municipio de Jackson se encuentra ubicado en las coordenadas 41°59′25″N 94°27′52″O / 41.99028, -94.46444. Según la Oficina del Censo de los Estados Unidos, el municipio tiene una superficie total de 88.38 km², de la cual 87,79 km² corresponden a tierra firme y (0,67 %) 0,59 km² es agua.

## Demografía
Según el censo de 2010, había 199 personas residiendo en el municipio de Jackson. La densidad de población era de 2,25 hab./km². De los 199 habitantes, el municipio de Jackson estaba compuesto por el 97,49 % blancos, el 1,01 % eran de otras razas y el 1,51 % eran de una mezcla de razas. Del total de la población el 0 % eran hispanos o latinos de cualquier raza.